# Feixe invertível
Em matemática, um feixe invertível é um feixe coerente S sobre um espaço anelado X, para o qual existe um inverso T em relação ao produto tensorial de OX-módulos. Isto é, nós temos
S ⊗ T
isomórfico a OX, o qual atua como um elemento identidade para o produto tensor. Os mais significativos casos são aqueles originários da geometria algébrica e teoria das variedades complexas. Os feixes invertíveis nestas teorias são um efeito dos fibrados de linhas apropriadamente formulados.